# ابراهیم بن مهدی
ابراهیم بن مهدی ( ۲۲۴–۱۶۲ قمری، ۸۳۹–۷۷۹ میلادی ) امیر، رامشگر و شاعر عرب، فرزند ابوعبدالله محمد مهدی سومین خلیفه عباسی و شِکله کنیز دیلمی مهدی بود. برخی ابراهیم را به مادرش نسبت داده و او را ابن شکله خوانده‌اند. شهرت ابراهیم گذشته از وقایع سیاسی مهمی که در آن نقش داشت بیشتر مربوط به آوازخوانی و مهارت او در موسیقی است. ابراهیم در روزگار معتصم محبوب‌ترین موسیقی‌دان بارگاه خلافت به شمار می‌آمد.
به گفته ابن اسفندیار، مادر ابراهیم، شکله، شاهزاده طبرستان و دختر اسپهبد خورشید بود که در فتح قلمرو دابویگان به کنیزی گرفته شد و منصور دوانیقی او را به عقد پسرش درآورد.